# Arcidiocesi di Ancona-Osimo

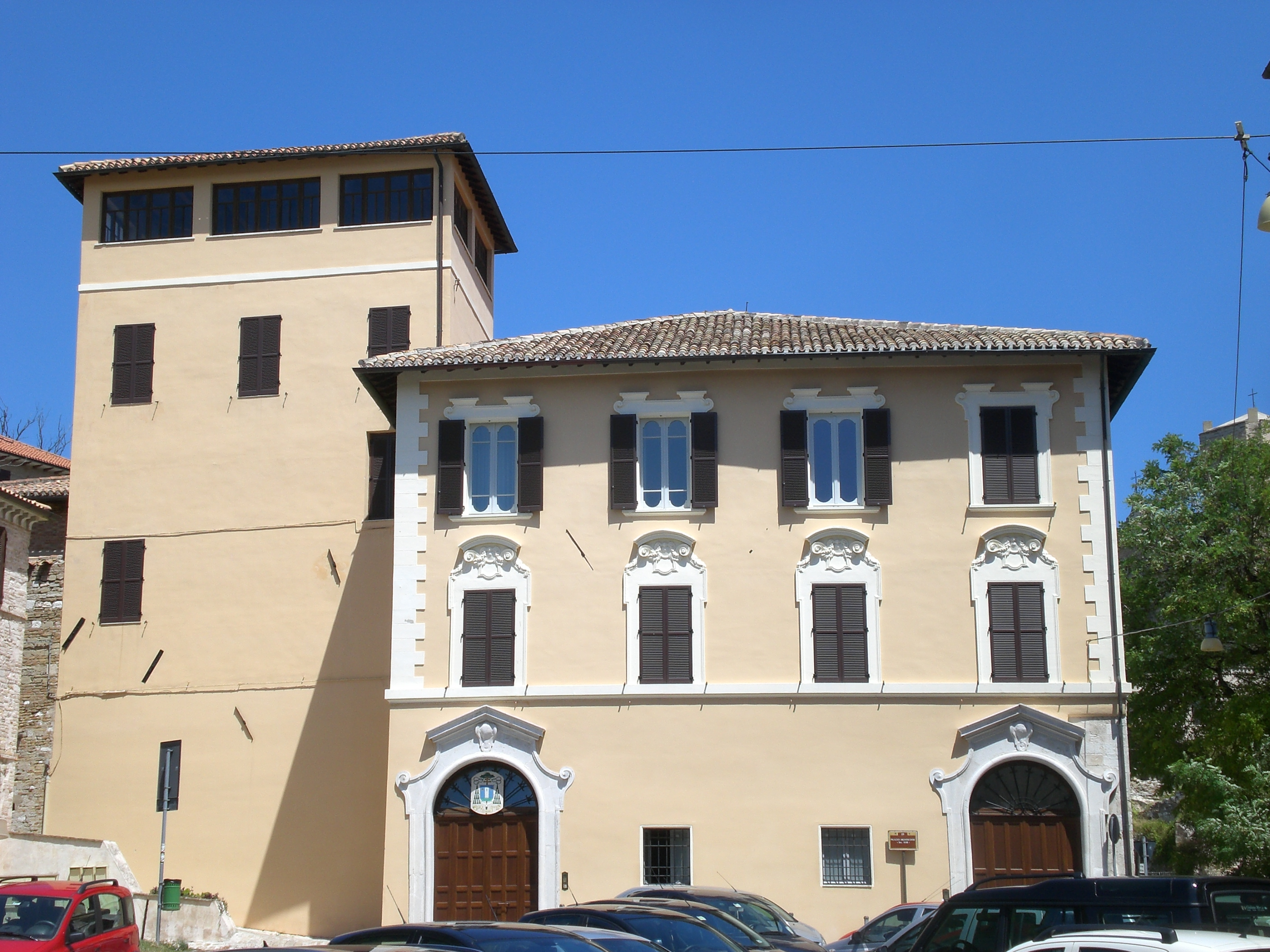
Palazzo Ferretti del Pozzolungo, odierno palazzo arcivescovile.

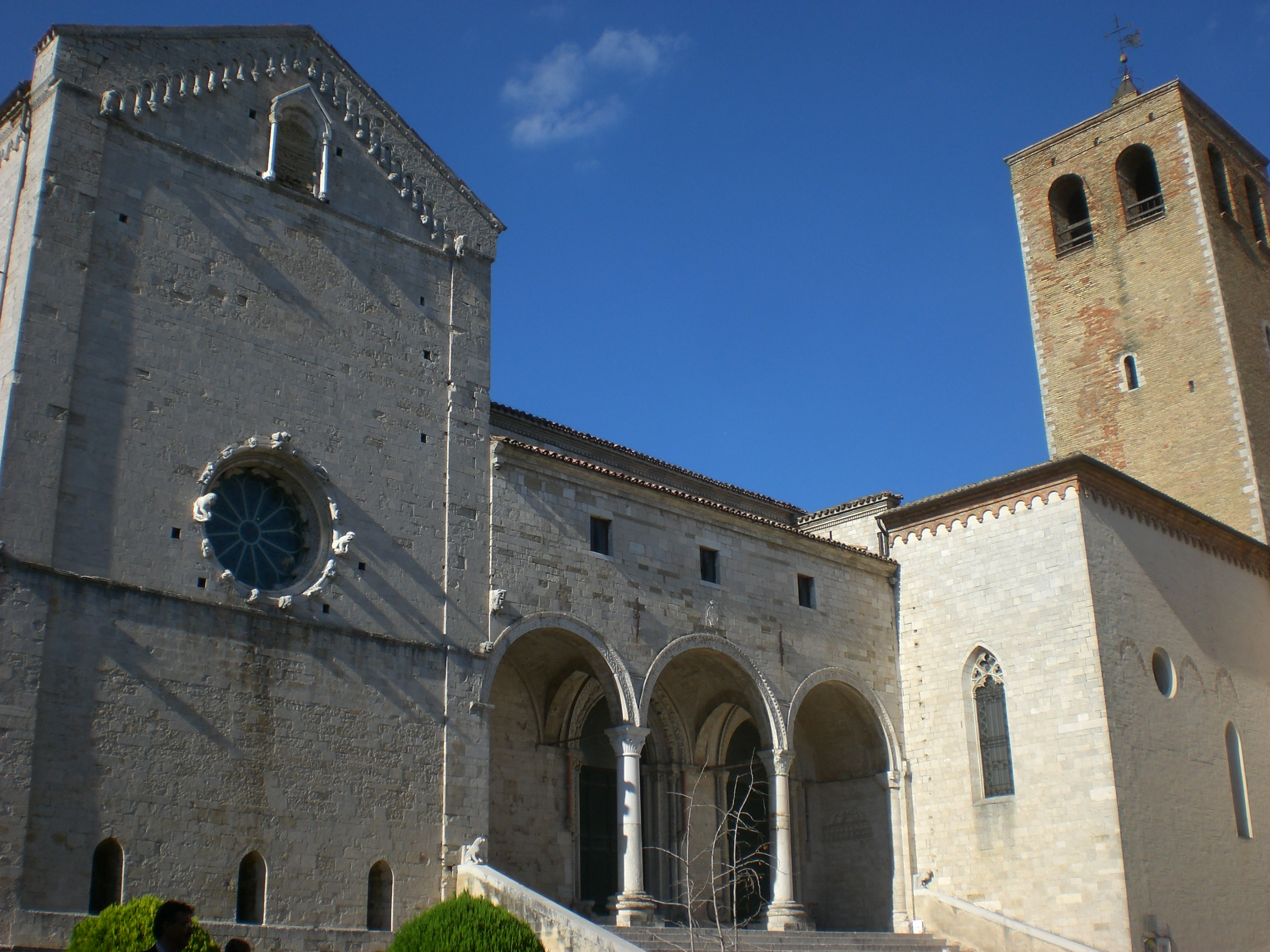
La concattedrale di San Leopardo di Osimo.

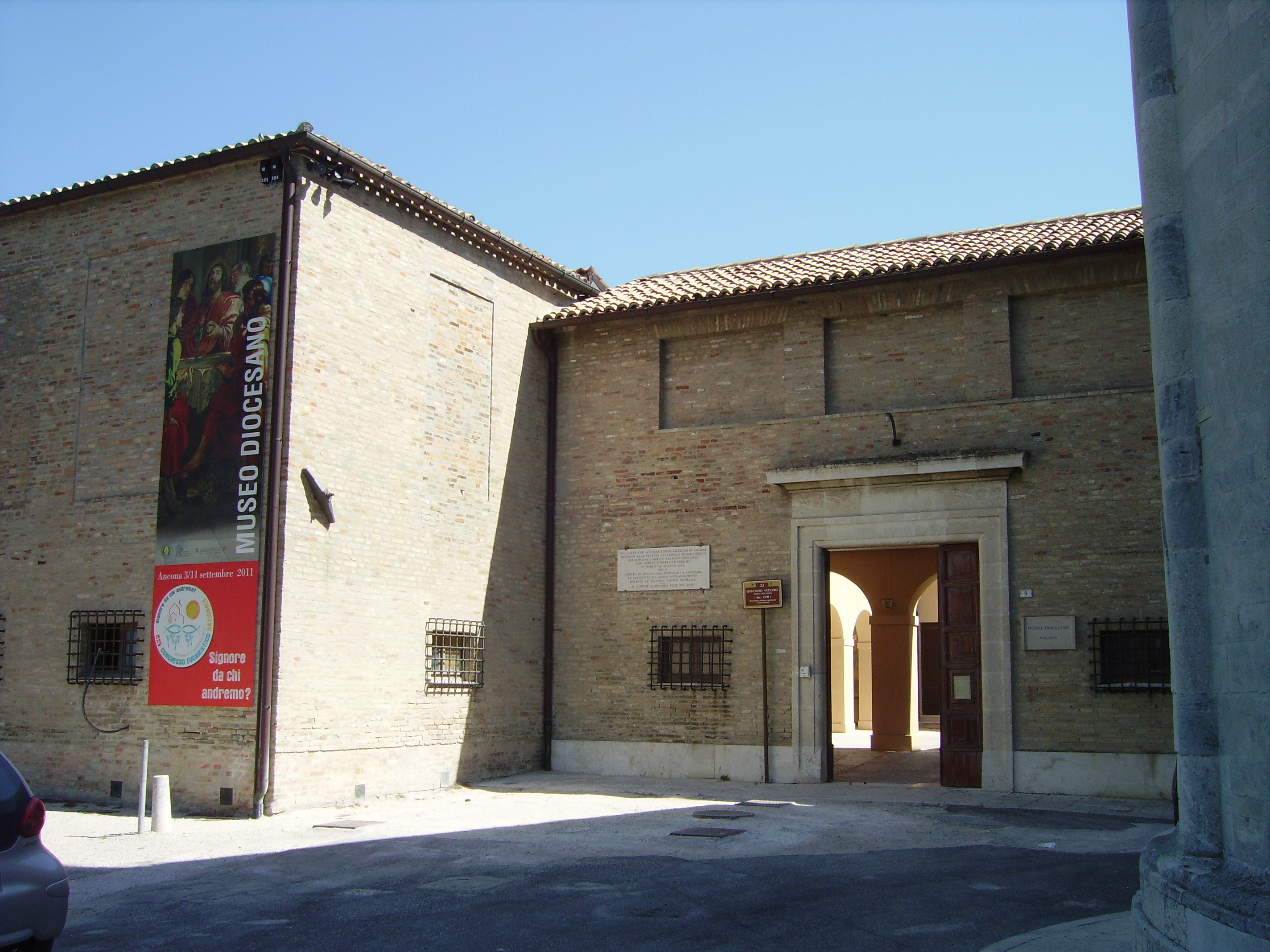
L'entrata del museo diocesano di Ancona, ospitato nei locali del vecchio episcopio anconitano.

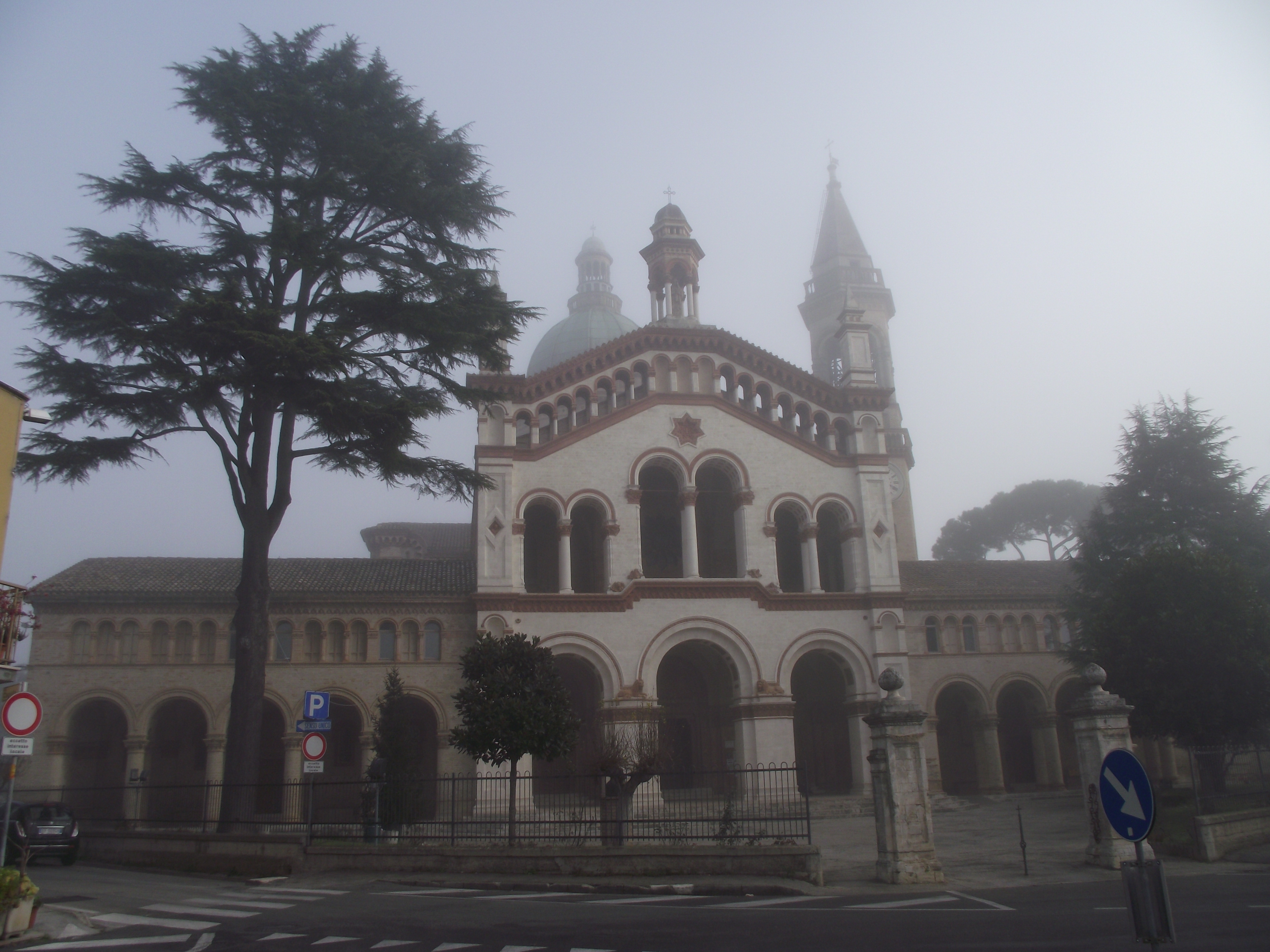
Il santuario della Madonna di Campocavallo.

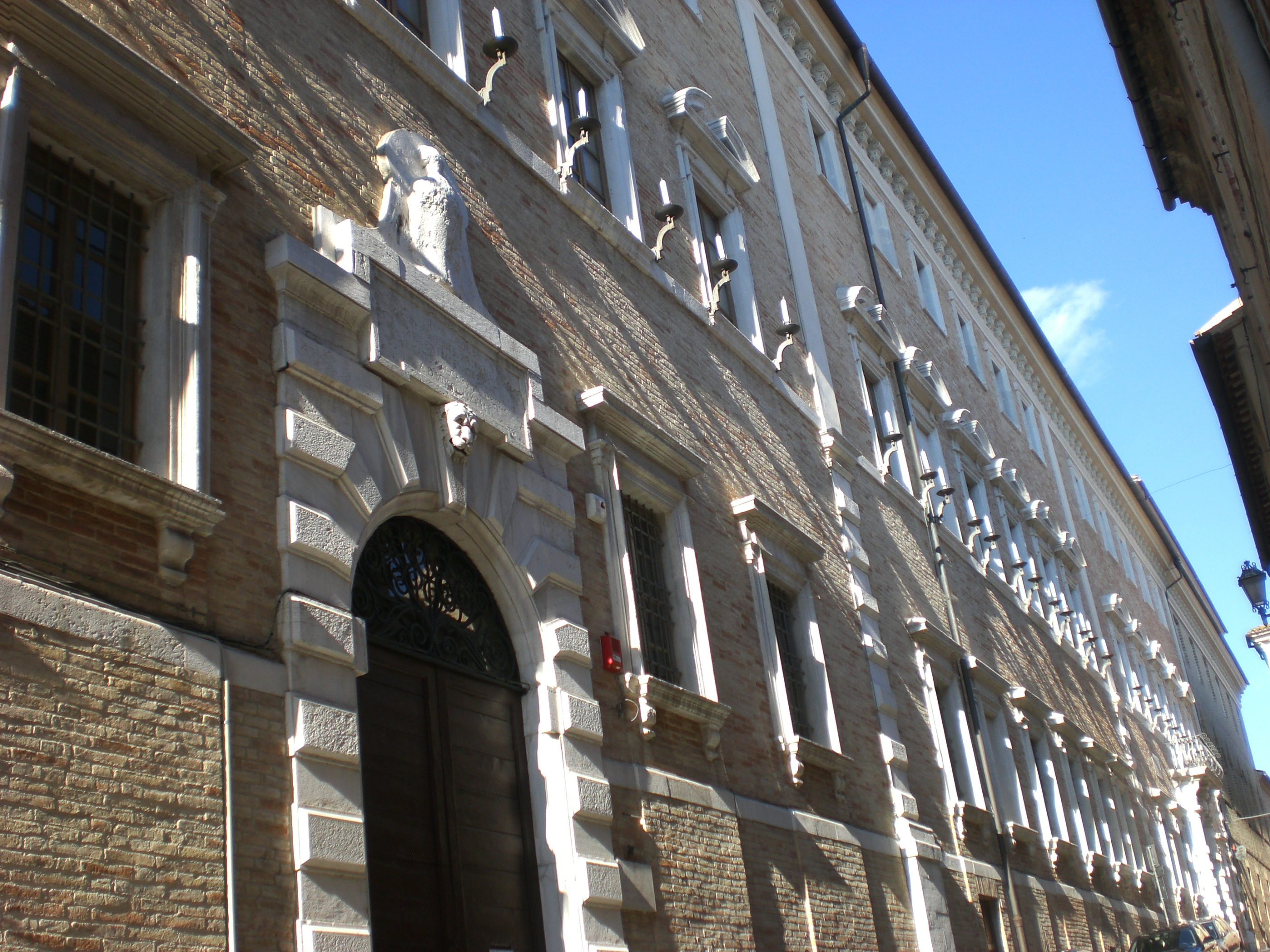
Il palazzo Campana di Osimo, antica sede del seminario osimano.

L'arcidiocesi di Ancona-Osimo (in latino Archidioecesis Anconitana-Auximana) è una sede metropolitana della Chiesa cattolica in Italia appartenente alla regione ecclesiastica Marche. Nel 2023 contava 204.000 battezzati su 217.875 abitanti. È retta dall'arcivescovo Angelo Spina.

## Territorio
L'arcidiocesi si estende per intero nella provincia di Ancona e comprende i comuni di Ancona, Osimo, Falconara Marittima, Numana, Camerano, Camerata Picena, Castelfidardo, Polverigi, Staffolo, Filottrano, Agugliano, Sirolo, Offagna, e la frazione Grancetta di Chiaravalle.
Confina a nord con la diocesi di Senigallia, a ovest con la diocesi di Jesi, a sud e a ovest con la diocesi di Macerata, a sud con la prelatura di Loreto, a est con il mare Adriatico.
Sede arcivescovile è la città di Ancona, dove si trova la cattedrale di San Ciriaco. A Osimo sorge la concattedrale di San Leopardo. Altri monumenti significativi dell'arcidiocesi sono: ad Ancona la chiesa di Santa Maria della Piazza, le abbazie di Portonovo e di San Pietro al Conero, San Francesco alle Scale e San Domenico; a Osimo il battistero, la basilica di San Giuseppe da Copertino, il santuario di Campocavallo.
L'arcidiocesi ha una superficie di 501 km², suddivisa in 72 parrocchie, raggruppate in 5 zone pastorali: Ancona centro, Ancona periferia, Osimo, Falconara Marittima e Castelfidardo.

### Provincia ecclesiastica
La provincia ecclesiastica di Ancona, istituita nel 1972, comprende quattro sedi suffraganee:
- la diocesi di Fabriano-Matelica,
- la diocesi di Jesi,
- la diocesi di Senigallia,
- la prelatura territoriale di Loreto.

## Storia
L'attuale arcidiocesi è frutto dell'unione di due antiche sedi, ognuna con una propria millenaria storia.

### Ancona
Le prime notizie sulla vita cristiana di Ancona si riferiscono alla memoria antiqua di santo Stefano protomartire di cui parla sant'Agostino in un suo sermone, risalente forse al 425, mentre da papa Gregorio Magno si ha la notizia che anche la prima cattedrale di Ancona era dedicata a questo santo.
La tradizione liturgica anconitana ricorda diversi santi martiri, tra cui san Liberio, le sante Palazia e Laurenzia, i santi Pellegrino, Ercolano e Flaviano. In particolare antiche tradizioni tramandano come primi vescovi anconitani due santi di origine greca, Primiano (III secolo) e Ciriaco (IV secolo), che testimoniano lo stretto legame della città di Ancona con l'Oriente cristiano; se l'esistenza storica di questi due santi non è messa in dubbio, meno sicuro tuttavia appare il loro episcopato anconitano.
La prima testimonianza storica dell'esistenza di una sede vescovile anconitana è una lettera di papa Gelasio I (492-496), scritta ai vescovi Massimo ed Eusebio, perché si occupassero dell'illecito che avrebbe commesso il vescovo anconitano, di cui non è fatto il nome, accusato dal vescovo della ecclesia Camiscana (probabilmente Camerino), di aver occupato alcune parrocchie sotto la sua giurisdizione. Il primo vescovo di cui si conosce con certezza il nome è san Marcellino, vissuto verosimilmente nel VI secolo, di cui parla Gregorio Magno nei suoi Dialoghi (circa 593-594). L'epistolario di questo pontefice ci fa conoscere il nome di un altro vescovo di Ancona, Sereno, incaricato dal papa nel 599 di visitare la Chiesa di Osimo, da tempo senza vescovo. Sereno morì prima di dicembre del 603, poiché una lettera di papa Gregorio di questo mese ci informa che, per la vacanza della sede anconitana, erano stati eletti tre candidati, sui quali il pontefice ordinò un'inchiesta, prima di procedere alla nomina definitiva del nuovo vescovo.
A questi vescovi, la tradizione anconitana ha aggiunto altri vescovi la cui esistenza storica non è però comprovata da documenti coevi: Marco nel 462 (o 465), Trasone I nel 500, Tommaso in una data incerta nel VI secolo e Giovanni I nel 629. I successivi vescovi anconitani del primo millennio sono per lo più noti per la loro partecipazione ai concili celebrati a Roma dai pontefici: ricordiamo Mauroso e Giovanni II, che presero parte ai concili che condannarono l'eresia monotelita nel 649 e nel 680; e Paolo, che nell'878 fu inviato come legato pontificio a Costantinopoli, ma avendo aderito al partito del patriarca Fozio venne deposto dalla sede anconitana.
Tra i vescovi del XIII secolo si distinsero in particolare Gerardo II e Giovanni Bono. Durante l'episcopato di Gerardo, camaldolese, furono rinvenute le reliquie dei martiri Pellegrino, Ercolano e Flaviano; a questo vescovo si deve inoltre la stesura di una nuova normativa per la vita dei canonici della cattedrale. Giovanni Bono invece è noto per «la sua partecipazione al concilio di Lione nel 1245 e la sua nomina a vicario papale per il Regno di Sicilia».
Nel 1419 papa Martino V decise di unire alla diocesi di Ancona quella di Numana (detta anche Umana). L'unione fu sancita dalla bolla Ex supernae majestatis del 19 ottobre 1422 e la diocesi prese il nome di diocesi di Ancona e Umana (Anconitana et Numanensis). Tuttavia, diversamente dal solito, l'unione delle due diocesi non fu aeque principaliter e Numana non conservò nessuna prerogativa vescovile, anzi la sua cattedrale fu ridotta a semplice parrocchia. Nei secoli successivi i vescovi di Ancona tralasciarono il titolo di vescovi di Umana, fino a quando il 22 aprile 1747 papa Benedetto XIV impose loro con una bolla di adottare il doppio titolo.
La seconda metà del XVI secolo vide sulla cattedra anconitana la presenza di validi vescovi riformatori, che si impegnarono in prima persona nell'attuazione dei decreti del concilio di Trento. Il primo è Vincenzo Lucchi (1556-1585), che istituì il seminario vescovile e impose l'obbligo della residenza a tutti i titolari di benefici ecclesiastici. Segue il cardinale Carlo Conti (1585-1615), che celebrò un sinodo diocesano, compì ben cinque visite pastorali nella sua diocesi e accolse i gesuiti.
Nel 1796 un'immagine della Vergine esposta nella cattedrale fu vista aprire e chiudere gli occhi per quattro mesi da una grande folla, stimata in circa sessantamila persone. Nel febbraio dell'anno successivo Napoleone Bonaparte venne in città e volle personalmente istituire un processo intorno a questo fatto, con l'intento di por fine a una presunta superstizione. Esaminò scrupolosamente l'immagine, interrogò i canonici, volle destinare a opere di carità la collana di perle che ornava l'immagine e traslarla in un monastero, ma per rispetto del popolo che l'aveva venerata cambiò decisione sulla collana e acconsentì che l'immagine tornasse in cattedrale. Il prodigio della Madonna del Duomo è ancora oggi uno dei principali centri di attrazione della comunità cristiana anconetana.
Il 14 settembre 1904 la sede fu elevata al rango di arcidiocesi honoris causa immediatamente soggetta alla Santa Sede con il decreto Honoribus et privilegiis della Congregazione concistoriale. Il 15 agosto 1972 fu ulteriormente elevata a sede metropolitana da papa Paolo VI con la bolla Qui apostolico; le furono assegnate come suffraganee le diocesi di Osimo e di Jesi.

### Osimo
Secondo la tradizione fu il martire san Feliciano a diffondere la fede cristiana nel territorio di Osimo alla metà del III secolo. Nel 303, nel corso delle persecuzioni ordinate da Diocleziano, a Osimo subirono il martirio i santi Fiorenzo, Diocleziano e Sisinnio; sul luogo del martirio fu eretta una chiesa a loro dedicata ancora oggi esistente.
Il primo vescovo di Osimo di cui si hanno notizie fu san Leopardo vissuto in epoca incerta, probabilmente nel IV o V secolo. Nel 599, papa Gregorio Magno affidò la chiesa osimana, «diu pastorali sollecitudine destitutam», ossia da lungo tempo vacante, alle cure pastorali del vescovo Sereno di Ancona.
A partire dal VII secolo riprende la serie episcopale osimana con il vescovo Fortunato, che prese parte al concilio lateranense indetto da papa Martino I nel 649 per condannare l'eresia monotelita. Segue il vescovo Giovanni, che nel 680 figura tra i prelati che parteciparono al concilio romano voluto da papa Agatone per rinnovare la condanna del monotelismo. Attribuito all'VIII secolo è san Vitaliano, che fece ricostruire la cattedrale dedicata a san Leopardo; un vescovo osimano di nome Vitaliano prese parte al sinodo romano del 743.
Nell'XI secolo il vescovo Ghislerio fu duramente ripreso da san Pier Damiani per la sua condotta immorale. Nel 1053 papa Leone IX consacrò la cattedrale di Osimo, che fu ulteriormente ampliata a opera del vescovo Gentile sul finire del XII secolo.
Nel XIII secolo, nel contesto della lotta tra guelfi e ghibellini, la città di Osimo aderì al partito dell'imperatore Federico II. Per questo motivo, il 22 maggio 1240 papa Gregorio IX con la bolla Recte considerationis examine soppresse la diocesi di Osimo e ne incorporò il territorio nell'erigenda diocesi di Recanati. Il 15 novembre dello stesso anno Osimo passò sotto la giurisdizione del vescovo di Numana, come compensazione per la perdita della potestà vescovile su Recanati. Questa situazione perdurò fino al 13 marzo 1264, quando papa Urbano IV con la bolla Recti statera judicii ripristinò la sede vescovile di Osimo.
Nel 1320 Osimo si ribellò nuovamente e incarcerò il vescovo Berardo II. Allora papa Giovanni XXII privò nuovamente Osimo della dignità episcopale, ma poiché gli altri centri della diocesi avevano osteggiato la ribellione, concesse per questi un proprio vescovo con il titolo di episcopus dioecesis ecclesiae Auximanae, olim cathedralis. Come cattedrale fu in uso la chiesa di Santa Maria di Cingoli. Il 12 luglio 1368 papa Urbano VI concesse la restituzione della cattedra vescovile a Osimo con la bolla Sancta Mater Ecclesia.
Il vescovo Bernardino de Cupis (1551-1574) prese parte al concilio di Trento e fu il primo ad attuare in diocesi i decreti di riforma tridentini, seguito da altri vescovi ricchi di fervore riformatore, tra cui si devono menzionare Agostino Galamini (1620-1639) e Antonio Bichi (1656-1691).
Nel 1586 papa Sisto V trasferì a Recanati i territori di Castelfidardo e di Montecassiano appartenenti in precedenza a Osimo.
Il 20 agosto 1725 con la bolla Romana Ecclesia di papa Benedetto XIII la sede vescovile di Cingoli fu ristabilita ricavandone il territorio dalla diocesi di Osimo e unita aeque principaliter alla stessa sede osimana.
Il 15 agosto 1972 la diocesi di Osimo, fino a quel momento immediatamente soggetta alla Santa Sede, entrò a far parte della provincia ecclesiastica dell'arcidiocesi di Ancona.
L'ultimo cambiamento territoriale prima della piena unione ad Ancona risale al 1984 quando papa Giovanni Paolo II decise l'unione di Castelfidardo a Osimo e l'unione di Montefano e di Appignano rispettivamente a Recanati e a Macerata.
Fra i vescovi di Osimo, oltre a quelli già menzionati, si ricordano: san Benvenuto Scotivoli nella seconda metà del XII secolo; il cardinale Antonio Maria Galli per la sua opera successiva al concilio di Trento; Pompeo Compagnoni nel XVIII secolo per la sua grande erudizione; il cardinale Guido Calcagnini durante il cui episcopato nel 1796 avvenne il prodigio del crocifisso ligneo nel duomo; il cardinale Giovanni Soglia Ceroni segretario di stato di papa Pio IX. L'ultimo vescovo a risiedere a Osimo fu Domenico Brizi, morto nel 1964.
A Osimo sono nati papa Pio VIII, san Silvestro Guzzolini, fondatore dell'ordine dei Silvestrini, e san Bonfiglio e vi è morto san Giuseppe da Copertino.
Nel 1986, poco prima dell'unione con Ancona, la diocesi di Osimo comprendeva 22 parrocchie nei comuni di Osimo, Filottrano, Castelfidardo, Staffolo e Offagna.
L'antico palazzo vescovile di Osimo è oggi sede del museo diocesano osimano.

### Ancona-Osimo
Dopo la morte del vescovo di Osimo e Cingoli Domenico Brizi, avvenuta nel 1964, le due sedi furono di fatto separate: mentre la diocesi di Cingoli fu amministrata dai vescovi (o amministratori apostolici) di Macerata e Tolentino, quella di Osimo venne affidata in amministrazione agli arcivescovi di Ancona e Numana.
Il 28 settembre 1972 l'arcivescovo anconetano Carlo Maccari fu nominato anche vescovo di Osimo, unendo così in persona episcopi le sedi.
Il 5 luglio 1975, in forza del decreto Ex historicis documentis della Congregazione per i vescovi, su richiesta dell'arcivescovo Carlo Maccari fu soppresso il vetusto titolo di Numana; l'arcidiocesi assunse così la denominazione di arcidiocesi di Ancona, mentre Numana contestualmente divenne una sede titolare vescovile. Da questo momento rimasero le sole sedi di Ancona e Osimo.
Il 30 settembre 1986, con il decreto Instantibus votis della Congregazione per i vescovi, è stata stabilita la plena unione delle due diocesi e la nuova circoscrizione ecclesiastica ha assunto il nome attuale, mantenendo la dignità metropolitica.
L'11 marzo 2000 la provincia ecclesiastica di Ancona-Osimo è stata ingrandita con l'aggiunta delle sedi di Loreto, di Senigallia e di Fabriano-Matelica.
Dal 3 all'11 settembre 2011 Ancona ha ospitato il XXV Congresso eucaristico nazionale, a cui è intervenuto come legato pontificio il cardinale Giovanni Battista Re; la messa conclusiva è stata celebrata da papa Benedetto XVI.

## Cronotassi
Si omettono i periodi di sede vacante non superiori ai 2 anni o non storicamente accertati.

### Vescovi di Ancona
- San Primiano † (III secolo)
- San Ciriaco † (IV secolo)
- Marco ? † (menzionato nel 462 o 465)[14]
- Anonimo † (menzionato nel 492/496)[15]
- San Trasone I ? † (menzionato nel 500)[16]
- San Marcellino I † (VI secolo)[17]
- Tommaso ? † (VI secolo)[18]
- Sereno † (prima del 598 - prima di dicembre 603 deceduto)
- Anonimo † (circa dicembre 603 - ?)[19]
- Giovanni I ? † (629 - ?)[20]
- Mauroso † (menzionato nel 649)
- Giovanni II † (menzionato nel 680)
- Senatore † (menzionato nel 743)
- Natale † (circa VIII secolo)[21]
- Tigrino † (menzionato nell'826)
- Leopardo † (menzionato nell'861)
- Paolo † (menzionato nell'878)
- Bolongerio o Benolergio † (menzionato nell'887)
- Erfermario † (prima del 967 - dopo il 968)[22]
- Trasone II † (menzionato nel 996)[22]
- Stefano † (menzionato nel 1030 circa)[23]
- Grimaldo o Grimoaldo † (menzionato nel 1051)[22]
- Gerardo I † (menzionato nel 1068)[22]
- Transberto † (prima del 1128)[24]
- Marcellino II † (prima del 1128)[24]
- Anonimo † (menzionato nel 1118)
- Bernardo † (menzionato nel 1128)[24]
- Anonimo † (menzionato nel 1146)
- Lamberto † (menzionato nel 1150 o 1158)
- Tommaso ? † (menzionato nel 1172)[25]
- Gentile † (menzionato nel 1179)
- Rodolfo, O.S.B.Cam. † (agosto 1180 - circa 1185/1186 dimesso)
- Beroaldo o Bertaldo † (prima di novembre 1186 - dopo il 1192)
- Gerardo II, O.S.B.Cam. † (prima del 1204 - dopo il 1228)
- Persevallo † (prima del 1239 - circa 1242 deceduto)
- Giovanni Bono † (8 gennaio 1244 - dopo l'8 gennaio 1284 deceduto)[26]
- Pietro di Romanuccio Capocci † (10 maggio 1284 - 24 agosto 1286 nominato vescovo di Viterbo e Toscanella)
- Berardo dal Poggio † (27 agosto 1286 - 4 febbraio 1296 nominato vescovo di Rieti)
  - Pandolfo † (26 febbraio 1296 - 1299) (amministratore apostolico)
- Nicolò degli Ungari, O.F.M. † (28 settembre 1299 - 1326 deceduto)
- Tommaso dal Muro † (16 giugno 1326 - ? deceduto)
- Francesco ? † (menzionato nel 1330)[27]
- Nicolò Frangipane † (18 luglio 1342 - ? deceduto)
- Agostino dal Poggio † (6 febbraio 1344 - ? deceduto)
- Ugone, O.S.B. † (1348 - 1348 dimesso) (vescovo eletto)
- Lanfranco de Saliverti, O.F.M. † (3 ottobre 1348 - 23 ottobre 1349 nominato vescovo di Bergamo)
- Giovanni Tedeschi, O.E.S.A. † (23 ottobre 1349 - 1380 deceduto)
- Bartolomeo Uliari, O.F.M. † (1381 - 9 dicembre 1385 nominato vescovo di Firenze)
- Guglielmo Dallavigna, O.S.B. † (6 febbraio 1386 - 12 giugno 1405 nominato vescovo di Todi)
- Carlo degli Atti, O.S.B. † (12 giugno 1405 - 1405 o 1406 deceduto)
- Lorenzo Ricci † (26 maggio 1406 - 1410 deposto)[28]
- Simone Vigilanti, O.E.S.A. † (5 aprile 1410 - 6 marzo 1419 nominato vescovo di Senigallia)[29]
  - Pietro Ferretti[30] † (19 dicembre 1412 - 11 settembre 1419 o 31 gennaio 1420 nominato vescovo di Ascoli Piceno) (antivescovo)
- Astorgio Agnesi † (6 marzo 1419 - 19 ottobre 1422 nominato vescovo di Ancona e Numana)

### Vescovi e arcivescovi di Ancona e Numana
- Astorgio Agnesi † (19 ottobre 1422 - 8 febbraio 1436 nominato arcivescovo di Benevento)
  - Giovanni de Dominis † (4 giugno 1436 - ?) (vescovo eletto)[31]
- Giovanni Caffarelli † (18 febbraio 1437 - 1460 deceduto)
- Agapito Rustici-Cenci † (16 aprile 1460 - 22 agosto 1463 nominato vescovo di Camerino)
- Beato Antonio Fatati † (3 novembre 1463 - 9 gennaio 1484 deceduto)
- Benincasa de' Benincasa † (5 ottobre 1484 - 1502 deceduto)
  - Giovanni Sacco † (15 luglio 1502 - 1505 deceduto) (amministratore apostolico)
- Pietro Accolti d'Arezzo † (4 aprile 1505 - 5 aprile 1514 dimesso)
- Francesco Accolti † (5 aprile 1514 - ? dimesso)
- Rufino Luparo, O.F.M. † (1520 - 1522 deceduto)[32]
- Baldovinetto de' Baldovinetti † (16 marzo 1523 - 1538 deceduto)
  - Alessandro Farnese † (12 agosto 1538 - 1538 dimesso) (amministratore apostolico)
  - Girolamo Ghianderoni † (15 novembre 1538 - 1550 dimesso) (amministratore apostolico)
- Gian Matteo Lucchi † (23 maggio 1550 - 6 febbraio 1556 nominato vescovo di Tropea)
- Vincenzo Lucchi † (6 febbraio 1556 - 31 gennaio[33] 1585 deceduto)
  - Alessandro Farnese † (24 febbraio 1585 - 1585 dimesso) (amministratore apostolico, per la seconda volta)
- Carlo Conti † (1º luglio 1585 - 3 dicembre 1615 deceduto)
- Giulio Savelli † (11 gennaio 1616 - 2 maggio 1622 dimesso)
- Giovanni Luigi Galli † (2 maggio 1622 - 22 agosto 1657 deceduto)
  - Sede vacante (1657-1666)
- Giannicolò Conti † (29 marzo 1666 - 20 gennaio 1698 deceduto)
  - Sede vacante (1698-1700)
- Marcello d'Aste † (3 febbraio 1700 - 11 giugno 1709 deceduto)
- Giovanni Battista Bussi † (19 febbraio 1710 - 23 dicembre 1726 deceduto)
- Prospero Lorenzo Lambertini † (20 gennaio 1727 - 30 aprile 1731 nominato arcivescovo di Bologna, poi eletto papa con il nome di Benedetto XIV)
- Bartolomeo Massei † (21 maggio 1731 - 20 novembre 1745 deceduto)
- Niccolò Mancinforte † (17 gennaio 1746 - 19 dicembre 1762 deceduto)
- Filippo Acciaiuoli † (24 gennaio 1763 - 24 luglio 1766 deceduto)
- Giovanni Ottavio Bufalini † (1º dicembre 1766 - 3 agosto 1782 deceduto)
  - Sede vacante (1782-1785)
- Vincenzo Ranuzzi † (14 febbraio 1785 - 27 ottobre 1800 deceduto)
  - Sede vacante (1800-1816)[34]
- Nicola Riganti † (8 marzo 1816 - 31 agosto 1822 deceduto)
- Giovanni Francesco Falzacappa † (10 marzo 1823 - 23 maggio 1824 dimesso)
- Cesare Nembrini Pironi Gonzaga † (24 maggio 1824 - 5 dicembre 1837 deceduto)
- Antonio Maria Cadolini, B. † (12 febbraio 1838 - 1º agosto 1851 deceduto)
- Antonio Benedetto Antonucci † (5 settembre 1851 - 29 gennaio 1879 deceduto)
- Achille Manara † (12 maggio 1879 - 15 febbraio 1906 deceduto)
- Giovanni Battista Ricci † (21 luglio 1906 - 10 novembre 1929 deceduto)
  - Sede vacante (1929-1931)[35]
- Mario Giardini, B. † (16 maggio 1931 - 5 febbraio 1940 dimesso[36])
- Marco Giovanni Della Pietra, O.F.M. † (25 marzo 1940 - 13 gennaio 1945 deceduto)
- Egidio Bignamini † (18 novembre 1945 - 21 dicembre 1966 deceduto)
- Felicissimo Stefano Tinivella, O.F.M. † (22 febbraio 1967 - 6 luglio 1968 dimesso)
- Carlo Maccari † (5 agosto 1968 - 30 settembre 1986 nominato arcivescovo di Ancona-Osimo)[37]

### Vescovi di Osimo
- San Leopardo †
  - Sede vacante (599)
- Fortunato † (menzionato nel 649)
- Giovanni † (menzionato nel 680)
- San Vitaliano † (menzionato nel 743)[38]
- Germano † (menzionato nell'826)
- Leone † (menzionato in un anno fra l'835 e l'847)
- Andrea † (menzionato nell'853)
- Pietro † (menzionato nell'887)
- Astingo † (prima del 967 - dopo il 968)[39]
- Cloroardo † (menzionato nel 996)[39]
- Ghislerio I † (prima del 1022 - dopo il 1037)[39]
- Ghislerio II † (menzionato nel 1051)[40]
- Lotario † (prima del 1065 - dopo il 1094)[39]
- Grimaldo (Guarnerio ?) † (menzionato nel 1118)[39][41]
- Grimoaldo † (prima del 1151 - dopo il 1157)
- Gentile † (prima del 1177 - dopo ottobre 1205)
- Anonimo † (menzionato nel 1208)
- Anonimo † (menzionato nel 1211)
- Sinibaldo I † (prima del 1218 - circa 1239 deceduto)
- Rinaldo † (prima dell'8 settembre 1240 - 22 dicembre 1240 nominato vescovo di Recanati)
  - Sede soppressa (1240-1264)
- San Benvenuto Scotivoli † (13 marzo 1264 - 22 marzo 1282 deceduto)
- Berardo Berardi † (18 gennaio 1283 - 16 maggio 1288 nominato vescovo di Palestrina)
- Monaldo † (31 gennaio 1289 - febbraio 1292 deceduto)
- Giovanni d'Uguccione † (24 marzo 1295 - 1319 deceduto)
- Berardo II † (29 febbraio 1320 - prima del 24 novembre 1320 deceduto)
  - Sede soppressa
- Sinibaldo II, O.F.M. † (25 luglio 1326 - 1341 o 1342 deceduto)
  - Corrado teutonico † (menzionato nel 1328) (antivescovo)
- Alberto Boson, O.P. † (25 agosto 1342 - 1347 deceduto)
- Luca Mannelli, O.P. † (5 novembre 1347 - 22 gennaio 1358 nominato vescovo di Fano)
- Pietro Massei, O.P. † (24 gennaio 1358 - 1381 deceduto)
- Pietro III † (19 luglio 1381 - aprile o luglio 1400 deceduto)
  - Jean Rousseau † (2 maggio 1382 - ?) (antivescovo)
- Giovanni Grimaldeschi † (3 settembre 1400 - 1419 dimesso)
- Pietro Ercolani, O.F.M. † (30 gennaio 1419 - 1422 deceduto)
- Nicolò Bianchi, O.S.B. † (21 luglio 1422 - 1434 deceduto)
- Andrea da Montecchio † (29 ottobre 1434 - 1454 deceduto)
- Giovanni de' Prefetti † (30 agosto 1454 - 27 luglio 1460 deceduto)
- Gaspare Zacchi † (1º settembre 1460 - 23 novembre 1474 deceduto)
- Luca Carducci, O.S.B.Cam. † (2 dicembre 1474 - agosto o settembre 1484 deceduto)
- Paride Ghirardelli † (15 settembre 1484 - 1º settembre 1498 deceduto)
- Antonio Sinibaldi † (19 ottobre 1498 - 13 giugno 1515 dimesso)
- Giambattista Sinibaldi † (13 giugno 1515 - 9 aprile 1547 deceduto)
- Cipriano Senili † (15 maggio 1547 - 19 luglio 1551 deceduto)
- Bernardino de Cupis † (24 agosto 1551 - 1574 dimesso)
- Cornelio Firmano † (15 gennaio 1574 - 5 luglio 1588 deceduto)
- Teodosio Fiorenzi † (27 luglio 1588 - 19 maggio 1591 deceduto)
- Antonio Maria Gallo † (19 luglio 1591 - 30 marzo 1620 deceduto)
- Agostino Galamini, O.P. † (29 aprile 1620 - 6 settembre 1639 deceduto)
- Girolamo Verospi † (10 febbraio 1642 - 5 gennaio 1652 deceduto)
- Lodovico Betti † (1º luglio 1652 - 26 ottobre 1655 deceduto)
- Antonio Bichi † (6 marzo 1656 - 21 febbraio 1691 deceduto)
- Opizio Pallavicini † (8 agosto 1691 - 11 febbraio 1700 deceduto)
  - Sede vacante (1700-1709)
- Michelangelo dei Conti † (24 gennaio 1709 - 1º agosto 1712 nominato vescovo di Viterbo e Tuscania)
- Orazio Filippo Spada † (17 gennaio 1714 - 28 giugno 1724 deceduto)
- Agostino Pipia, O.P. † (20 dicembre 1724 - 20 agosto 1725 nominato vescovo di Osimo e Cingoli)

### Vescovi di Osimo e Cingoli
- Agostino Pipia, O.P. † (20 agosto 1725 - 17 gennaio 1727 dimesso)
- Pietro Secondo Radicati di Cocconato e Celle † (12 aprile 1728 - 1º dicembre 1729 deceduto)
- Ferdinando Agostino Bernabei, O.P. † (23 dicembre 1729 - 10 marzo 1734 deceduto)
- Giacomo Lanfredini † (27 marzo 1734 - 15 settembre 1740 dimesso)
- Pompeo Compagnoni † (16 settembre 1740 - 25 luglio 1774 deceduto)
- Guido Calcagnini † (20 maggio 1776 - 27 agosto 1807 deceduto)
- Giovanni Castiglione † (11 gennaio 1808 - 9 gennaio 1815 deceduto)
- Carlo Andrea Pelagallo † (18 dicembre 1815 - 6 settembre 1822 deceduto)
- Ercole Dandini † (10 marzo 1823 - 23 maggio 1824 dimesso)
  - Sede vacante (1824-1827)
- Timoteo Maria Ascensi, O.C.D. † (21 maggio 1827 - 6 dicembre 1828 deceduto)
- Giovanni Antonio Benvenuti † (15 dicembre 1828 - 14 novembre 1838 deceduto)
- Giovanni Soglia Ceroni † (18 febbraio 1839 - 12 agosto 1856 deceduto)
- Giovanni Brunelli † (18 settembre 1856 - 21 febbraio 1861 deceduto)
  - Sede vacante (1861-1863)
- Salvatore Nobili Vitelleschi † (21 dicembre 1863 - 20 novembre 1871 dimesso[42])
- Michele Seri-Molini † (24 novembre 1871 - 13 aprile 1888 deceduto)
- Egidio Mauri, O.P. † (1º giugno 1888 - 12 giugno 1893 nominato arcivescovo di Ferrara)
- Giovanni Battista Scotti † (18 maggio 1894 - 5 dicembre 1916 deceduto)
- Pacifico Fiorani † (12 maggio 1917 - 22 giugno 1924 deceduto)
- Monalduzio Leopardi † (20 dicembre 1926 - 17 maggio 1944 deceduto)
- Domenico Brizi † (22 gennaio 1945 - 11 febbraio 1964 deceduto)

### Vescovi di Osimo
- Sede vacante (1964-1972)

- Carlo Maccari † (28 settembre 1972 - 30 settembre 1986 nominato arcivescovo di Ancona-Osimo)

### Arcivescovi di Ancona-Osimo
- Carlo Maccari † (30 settembre 1986 - 1º luglio 1989 ritirato)
- Dionigi Tettamanzi † (1º luglio 1989 - 6 aprile 1991 dimesso[43])
- Franco Festorazzi † (6 aprile 1991 - 8 gennaio 2004 ritirato)
- Edoardo Menichelli (8 gennaio 2004 - 14 luglio 2017 ritirato)
- Angelo Spina, dal 14 luglio 2017

## Istituti religiosi presenti in diocesi
Nel 2017 l'arcidiocesi di Ancona-Osimo comprendeva le seguenti comunità religiose:
Comunità femminili
- Clarisse urbaniste (Osimo, Filottrano)
- Suore ancelle dell'Incarnazione (Ancona)
- Suore domenicane missionarie di San Sisto (Falconara)
- Figlie della Carità di San Vincenzo de' Paoli (Ancona)
- Suore francescane di Cristo Re (Ancona)
- Suore francescane missionarie di Gesù Bambino (Falconara)
- Maestre pie Venerini (Ancona)
- Missionarie francescane della Carità (Ancona, Falconara)
- Suore di Nostra Signora del Carmelo (Castelfidardo)
- Suore oblate dello Spirito Santo (Offagna)
- Suore di Gesù Buon Pastore (Ancona)
- Suore della Carità di Santa Giovanna Antida Thouret (Osimo)
- Suore di Sant'Anna (Castelfidardo, Sirolo)

Comunità maschili
- Missionari di San Carlo (Osimo)
- Frati minori (Falconara, Osimo)
- Frati minori conventuali (Ancona, Osimo)
- Frati predicatori (Ancona)
- Missionari saveriani (Ancona)
- Salesiani (Ancona)
- Servi di Maria (Ancona)
- Frati francescani dell'Immacolata (Osimo)

## Statistiche
L'arcidiocesi nel 2023 su una popolazione di 217.875 persone contava 204.000 battezzati, corrispondenti al 93,6% del totale.
| anno                             | popolazione | popolazione | popolazione | presbiteri | presbiteri | presbiteri | presbiteri                | diaconi | religiosi | religiosi | parrocchie |
| anno                             | battezzati  | totale      | %           | numero     | secolari   | regolari   | battezzati per presbitero | diaconi | uomini    | donne     | parrocchie |
| -------------------------------- | ----------- | ----------- | ----------- | ---------- | ---------- | ---------- | ------------------------- | ------- | --------- | --------- | ---------- |
| arcidiocesi di Ancona (e Numana) |             |             |             |            |            |            |                           |         |           |           |            |
| 1959                             | 129.500     | 130.000     | 99,6        | 161        | 71         | 90         | 804                       |         | 105       | 238       | 46         |
| 1969                             | 153.000     | 153.428     | 99,7        | 177        | 89         | 88         | 864                       |         | 100       | 280       | 52         |
| 1980                             | 152.500     | 153.500     | 99,3        | 157        | 82         | 75         | 971                       | 1       | 98        | 209       | 58         |
| diocesi di Osimo e Cingoli       |             |             |             |            |            |            |                           |         |           |           |            |
| 1949                             | 37.445      | 37.445      | 100,0       | 124        | 86         | 38         | 301                       |         | 40        | 165       | 39         |
| 1969                             | 55.247      | 55.272      | 100,0       | 114        | 73         | 41         | 484                       |         | 49        | 157       | 39         |
| 1980                             | 55.413      | 55.541      | 99,8        | 96         | 61         | 35         | 577                       |         | 43        | 119       | 39         |
| arcidiocesi di Ancona-Osimo      |             |             |             |            |            |            |                           |         |           |           |            |
| 1990                             | 204.310     | 208.218     | 98,1        | 203        | 111        | 92         | 1.006                     | 4       | 140       | 244       | 71         |
| 1999                             | 205.214     | 206.831     | 99,2        | 190        | 108        | 82         | 1.080                     | 8       | 101       | 206       | 72         |
| 2000                             | 205.682     | 207.220     | 99,3        | 197        | 115        | 82         | 1.044                     | 8       | 99        | 203       | 72         |
| 2001                             | 206.598     | 208.747     | 99,0        | 189        | 110        | 79         | 1.093                     | 15      | 94        | 196       | 72         |
| 2002                             | 205.682     | 207.220     | 99,3        | 190        | 108        | 82         | 1.082                     | 15      | 96        | 192       | 72         |
| 2003                             | 210.062     | 212.875     | 98,7        | 184        | 108        | 76         | 1.141                     | 15      | 89        | 173       | 72         |
| 2004                             | 205.204     | 212.340     | 96,6        | 181        | 109        | 72         | 1.133                     | 16      | 82        | 165       | 72         |
| 2006                             | 206.541     | 216.858     | 95,2        | 175        | 100        | 75         | 1.180                     | 17      | 88        | 124       | 72         |
| 2012                             | 197.851     | 225.441     | 87,8        | 128        | 89         | 39         | 1.545                     | 18      | 45        | 86        | 72         |
| 2015                             | 209.730     | 223.923     | 93,7        | 134        | 91         | 43         | 1.565                     | 17      | 57        | 94        | 72         |
| 2018                             | 207.708     | 221.764     | 93,7        | 133        | 84         | 49         | 1.561                     | 15      | 64        | 83        | 72         |
| 2020                             | 207.000     | 220.980     | 93,7        | 123        | 74         | 49         | 1.682                     | 15      | 64        | 79        | 72         |
| 2022                             | 205.000     | 219.000     | 93,6        | 114        | 75         | 39         | 1.798                     | 14      | 54        | 66        | 72         |
| 2023                             | 204.000     | 217.875     | 93,6        | 113        | 76         | 37         | 1.805                     | 13      | 51        | 73        | 72         |

### Per la sede di Ancona
- (LA)  Ferdinando Ughelli, Italia sacra, vol. I, seconda edizione, Venezia, 1717, coll. 324-342
- Antonio Peruzzi, La Chiesa anconitana, parte prima, Ancona 1845
- Francesco Lanzoni, Le diocesi d'Italia dalle origini al principio del secolo VII (an. 604), vol. I, Faenza, 1927, pp. 381–386
- Giuseppe Cappelletti, Le Chiese d'Italia dalla loro origine sino ai nostri giorni, Venezia, 1848, vol. VII, pp. 9–193
- (LA)  Paul Fridolin Kehr, Italia pontificia, vol. IV, Berolini, 1909, pp. 194–199
- (DE)  Gerhard Schwartz, Die Besetzung der Bistümer Reichsitaliens unter den sächsischen und salischen Kaisern : mit den Listen der Bischöfe, 951-1122, Leipzig-Berlin, 1913, p. 240–241
- (FR)  J. Fraikin, v. Ancone, in «Dictionnaire d'Histoire et de Géographie ecclésiastiques», vol. II, Parigi, 1914, coll. 1528-1537
- (LA)  Pius Bonifacius Gams, Series episcoporum Ecclesiae Catholicae, Graz, 1957, pp. 664–666
- (LA)  Konrad Eubel, Hierarchia Catholica Medii Aevi, vol. 1, pp. 87–88; vol. 2, p. 87; vol. 3, pp. 107–108; vol. 4, p. 82; vol. 5, p. 83; vol. 6, p. 82
- (LA)  Decreto Honoribus et privilegiis, ASS 37 (1904-5), pp. 195–200
- (LA)  Bolla Qui apostolico, AAS 64 (1972), pp. 664–665
- (LA)  Decreto Ex historicis documentis, AAS 67 (1975), p. 557

### Per la sede di Osimo
- (EN)  La sede di Osimo e Cingoli su Catholic Hierarchy
- (EN)  La sede di Osimo su Gcatholic
- (LA)  Ferdinando Ughelli, Italia sacra, vol. I, seconda edizione, Venezia, 1717, coll. 496-513
- Francesco Lanzoni, Le diocesi d'Italia dalle origini al principio del secolo VII (an. 604), vol. I, Faenza, 1927, pp. 387–389
- Giuseppe Cappelletti, Le Chiese d'Italia dalla loro origine sino ai nostri giorni, Venezia, 1848, vol. VII, pp. 482–607
- (LA)  Paul Fridolin Kehr, Italia pontificia, vol. IV, Berolini, 1909, pp. 206–210
- (DE)  Gerhard Schwartz, Die Besetzung der Bistümer Reichsitaliens unter den sächsischen und salischen Kaisern : mit den Listen der Bischöfe, 951-1122, Leipzig-Berlin, 1913, p. 248–250
- (LA)  Pius Bonifacius Gams, Series episcoporum Ecclesiae Catholicae, Graz, 1957, pp. 712–713
- (LA)  Konrad Eubel, Hierarchia Catholica Medii Aevi, vol. 1, pp. 120–121; vol. 2, p. 100; vol. 3, p. 125; vol. 4, p. 104; vol. 5, pp. 107–108; vol. 6, p. 109
- (LA)  Bolla Recti statera iudicii, in Bullarum diplomatum et privilegiorum sanctorum Romanorum pontificum Taurinensis editio, vol. III, pp. 702–704
- (LA)  Bolla Romana Ecclesia, in Bullarum diplomatum et privilegiorum sanctorum Romanorum pontificum Taurinensis editio, vol. XXII, pp. 243–248